# Beszterec, Szabolcs-Szatmár-Bereg
Beszterec  este un sat în districtul Kemecse, județul Szabolcs-Szatmár-Bereg, Ungaria, având o populație de 1.126 de locuitori (2011). 

## Demografie
Componența etnică a satului Beszterec
     Maghiari (93,35%)
     Romi (6,65%)
Componența confesională a satului Beszterec
     Reformați (36,06%)
     Romano-catolici (22,38%)
     Fără religie (10,75%)
     Greco-catolici (5,51%)
     Necunoscută (24,96%)
     Atei (0,36%)
     Alte religii (1,07%)
Conform recensământului din 2011, satul Beszterec avea 1.126 de locuitori. Din punct de vedere etnic, majoritatea locuitorilor (93,35%) erau maghiari, cu o minoritate de romi (6,65%). Nu există o religie majoritară, locuitorii fiind reformați (36,06%), romano-catolici (22,38%), persoane fără religie (10,75%) și greco-catolici (5,51%). Pentru 24,96% din locuitori nu este cunoscută apartenența confesională.